# Климент II
Климент II (лат. Clemens PP. II; в миру граф Суитгер Шидгер-Морслебен-Горнбург, нем. Suitger, Graf von Morsleben und Hornburg; 1005 — 9 октября 1047) — Папа Римский с 25 декабря 1046 года по 9 октября 1047 года. Был вторым Папой немецкого (германского) происхождения.

## Епископ Бамберга и канцлер Генриха III

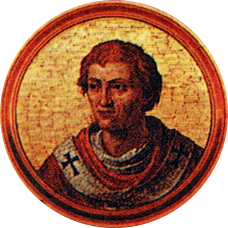
Портрет Климента II. Ок. 1850 г.

Родился в Хорнбурге, Нижняя Саксония, Германия. Он был сыном графа Конрада из Морслебена и Гамбурга и его жены Амалрэд. Способности Суитгера были высоко оценены сыном императора Конрада II, Генрихом III, который назначил его своим капелланом, а затем канцлером. В 1040 году он стал епископом Бамберга после смерти первого епископа Эберхарда.
Суитгер всегда был тесно связан со своей епархией. Благодаря дарам императора Генриха III, он активно благоустраивал монастыри в окрестностях Бамберга. Как канцлер в 1046 году он сопровождал короля Генриха III в его итальянской кампании, и 20 декабря участвовал в церковном синоде Сутри, который свергнул бывших пап римских Бенедикта IX и Сильвестра III и убедил папу римского Григория VI уйти в отставку.

## Избрание

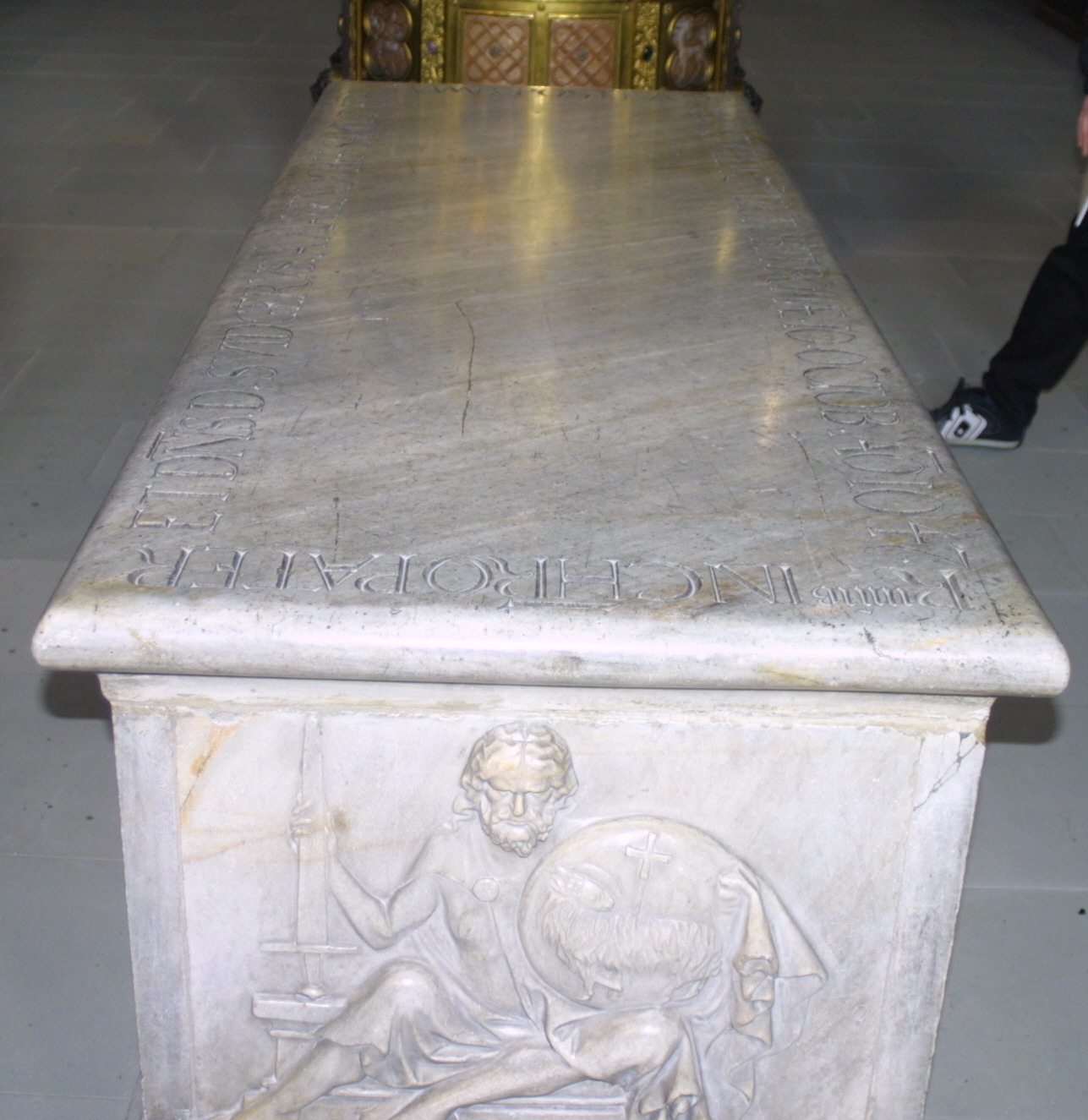
Гробница Клемента II

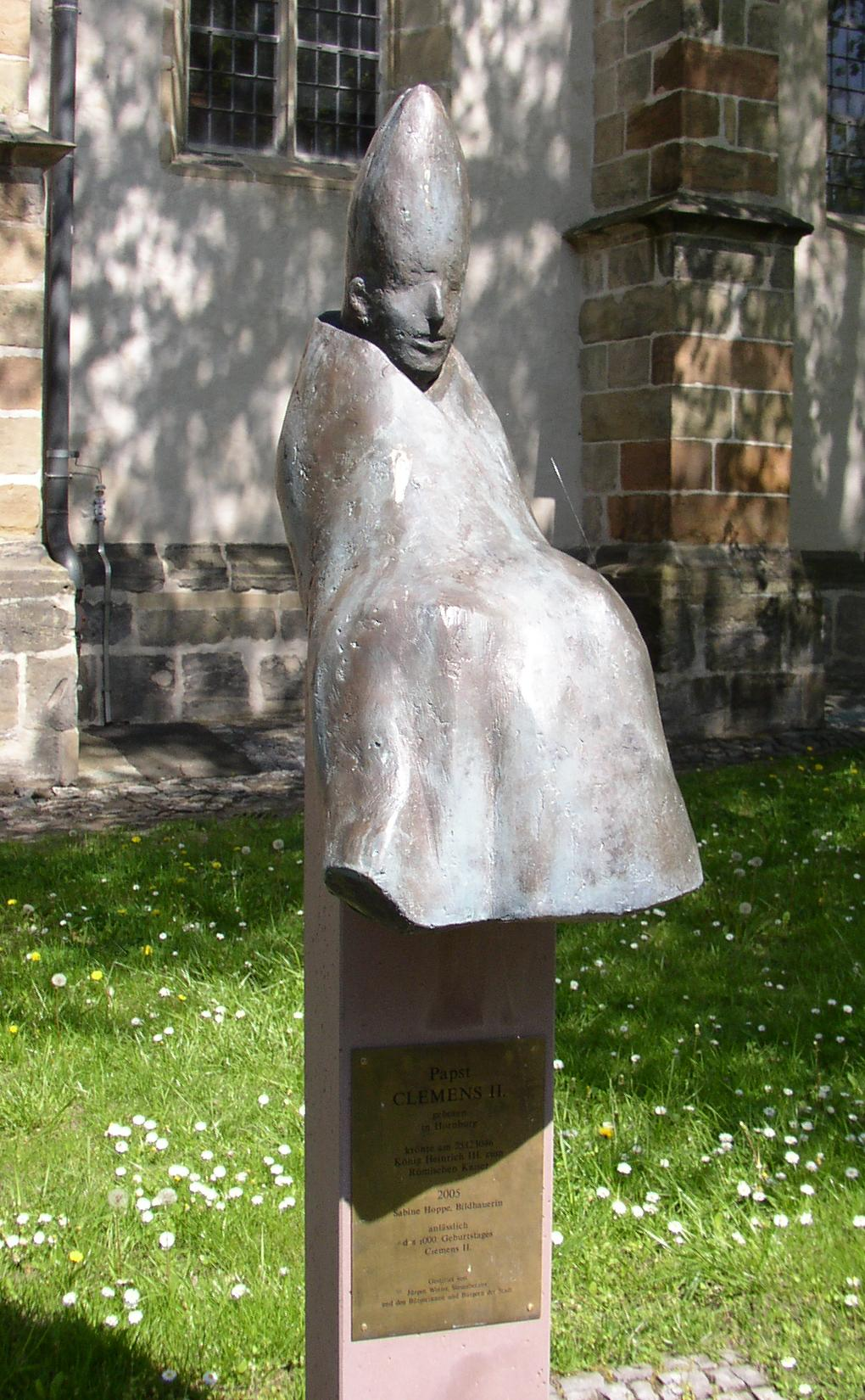
Памятник Клименту II в Гамбурге

Папа, лояльный к императору (желательно, немец), был гарантией хороших отношений между Святым Престолом и империей. Кроме того, Генрих, человек благочестивый и близкий к реформаторскому движению Клюни, мог положить конец злоупотреблениям римской знати. Первоначально Генрих выбрал архиепископа Адальберта Бременского в качестве кандидата, но тот отказался. Затем король обратился к своему капеллану, Суитгеру, который согласился. Результаты выборов подтвердило духовенство и народ Рима.

## Отношения с императором Священной Римской империи
Немедленно после выборов король Генрих и новый папа римский выехали в Рим, где Климент 25 декабря короновал Генриха III как императора Священной Римской империи.
Короткий понтификат Климента II начался с римского синода 1047 года, который начал улучшение дел в римской церкви, особенно предписывая декреты против симонии. Выборы Климента были позже раскритикованы партией реформ в пределах папской курии из-за королевской причастности и факта, что новый папа римский уже был епископом другой епархии. Вопреки более поздней практике Климент управлял и Римом и Бамбергом одновременно.

## Смерть
Климент сопровождал императора в его поездке по южной Италии и наложил интердикт на Беневенто за отказ открыть свои ворота перед ними. Последовав за Генрихом в Германию он канонизировал Вибораду, замученную венграми в 925 году. На пути назад в Рим он умер около Пезаро, в монастыре Святого Фомы, 9 октября 1047 года. Его тело было возвращено в Бамберг, который он очень любил, и похоронено в западном хоре в Бамбергском кафедральном соборе. Климент — единственный папа римский, погребённый севернее Альп.
Саркофаг Климента II был вскрыт 22 октября 1731 года. Папа Климент XII обнаружил, что его предшественник был блондином ростом 1,90 м. Токсикологическая экспертиза его останков, проведённая в середине XX века, подтвердила вековые слухи, что Климент был отравлен свинцовым сахаром. Неясно, однако, был ли он убит или же использовал свинцовый сахар в качестве лекарства.